# 南漳南星
南漳南星（学名：Arisaema nantciangense）为天南星科天南星属的植物，是中国的特有植物。分布于中国大陆的湖北省等地，目前尚未由人工引种栽培。